# 南后街叶氏民居
南后街叶氏民居，位于中国福建省福州市鼓楼区南后街176—177号。明代始建，清重修。坐北向南，大门从东面山墙开出。由正座及西侧的花厅组成。正座二进，面阔五间，由倒座、天井、西厢、前厅、回廊和后座组成。西花厅为三进三开间，第一进前有半月池，第二进由倒座和带前轩廊和厅堂组成，第三进是二层闺房，其前天井四面环廊。均为双坡顶，穿斗式木构架，围以封火墙。挂落、隔扇、窗棂、垂莲柱等木构件精细美观。2005年5月11日公布为第六批福建省文物保护单位。2013年3月5日作为“三坊七巷古民居建筑”之一公布为第七批全国重点文物保护单位，归入三坊七巷和朱紫坊建筑群。